# Hiperdetermináns
A hiperdetermináns az algebrában a determináns általánosítása. Míg a determináns skalár értékű függvény a négyzetes mátrixokon, addig a hiperdetermináns magasabb dimenziós számtömbön vagy tenzoron van definiálva. Ahogy a determináns, úgy a hiperdetermináns is egész együtthatós polinom a tenzor komponensein. A determináns több más tulajdonsága is átvihető a hiperdeterminánsra, de a determinánstól eltérően a hiperdeterminánsnak nincs egyszerű geometriai jelentése.
A hiperdeterminánsra legalább három definíció létezik. Az elsőt Cayley adta 1843-ban. Rendszerint det0 jelöli. A második Cayley-hiperdetermináns 1845-ből származik, és Det jelöli. Ennek a definíciója egy szinguláris pont diszkriminánsa egy skalár értékű multilineáris leképezésben.
Cayley első hiperdeterminánsát csak a páros dimenziójú hiperkockákhoz definiálta. Cayley második hiperdeterminánsa korlátozott formájú tömbökre létezik, köztük hiperkockákra. A harmadik hiperdeterminánst Glynn definiálta a p karakterisztikájú testek fölött. Jelölése detp, és az adott test fölötti összes hiperkockára értelmezhető.
Csak az első és a harmadik hiperdetermináns multiplikatív. A második csak határesetekben az. Az első és a harmadik felírhatók polinomként, így fokszámuk is ismert, míg a másodiknak nincs ilyen alakja, és fokszáma nem ismerhető.
A determináns jelölése egyértelműen kiterjeszthető a hiperdeterminánsokra. Így az A hipermátrix hiperdeterminánsa is jelölhető, mint |A| vagy det(A).
Cayley második hiperdeterminánsát egyebek mellett  Gel'fand, Kapranov és Zelevinsky tárgyalja "Discriminants, Resultants and Multidimensional Determinants" című könyvében. Mi a továbbiakban az ő jelöléseiket követjük.

## Cayley második hiperdeterminánsa
A 2×2×2-es hipermátrix hiperdeterminánsa Cayley-hiperdeterminásként ismert. Ha A hipermátrix, és komponensei aijk-k, továbbá i,j,k = 0 or 1, akkor:
Det(A) = a0002a1112 + a0012a1102 + a0102a1012 + a1002a0112
− 2a000a001a110a111 − 2a000a010a101a111 − 2a000a011a100a111 − 2a001a010a101a110 − 2a001a011a110a100 − 2a010a011a101a100 + 4a000a011a101a110 + 4a001a010a100a111
Ez a kifejezés diszkrimináns abban az értelemben, hogy akkor és csak akkor válik nullává, ha van nem nulla megoldása az xi, yi, zi hat ismeretlenes egyenletrendszernek:
a000x0y0 + a010x0y1 + a100x1y0 + a110x1y1 = 0
a001x0y0 + a011x0y1 + a101x1y0 + a111x1y1 = 0
a000x0z0 + a001x0z1 + a100x1z0 + a101x1z1 = 0
a010x0z0 + a011x0z1 + a110x1z0 + a111x1z1 = 0
a000y0z0 + a001y0z1 + a010y1z0 + a011y1z1 = 0
a100y0z0 + a101y0z1 + a110y1z0 + a111y1z1 = 0
Az indexek fölötti összegzés az Einstein-féle összegkonvencióval és a  Levi-Civita-szimbólummal egyszerűbben is írható, ami egy alternáló tenzorsűrűség az εij komponensekkel, ahol ε00 = ε11 = 0, ε01 = −ε10 = 1.
bkn = (1/2)εilεjmaijkalmn
Det(A) = (1/2)εilεjmbijblm
Ugyanezzel a konvencióval definiálhatjuk a multilineáris alakot:
f(x,y,z) = aijkxiyjzk
Ekkor a hiperdetermináns akkor és csak akkor nulla, ha van egy nem triviális pont, ahol f összes parciális deriváltja eltűnik.

### Tenzorkifejezésként
A fenti determináns a Levi-Civita szimbólum általánosításával:
{\displaystyle Det(A)=f^{ijkl}f^{nmop}f^{qrst}a_{inq}a_{jmr}a_{kos}a_{lpt}}
ahol f a Levi-Civita szimbólum általánosítása, ami megengedi, hogy két index egyenlő legyen:
{\displaystyle f^{0011}=f^{1100}=f^{0110}=f^{1001}=-1/2}
{\displaystyle f^{0101}=f^{1010}=1}
ahol f olyan,. hogy:
{\displaystyle f^{...abc....}+f^{...bca...}+f^{...cab...}+f^{...cba....}+f^{...acb...}+f^{...bac...}=0}

### Diszkriminánsként
Szimmetrikus 2x2x2x.. hipermátrix esetén a hiperdetermináns egy polinom diszkriminánsa. Például:
{\displaystyle a_{000}=a}
{\displaystyle a_{001}=a_{010}=a_{100}=b}
{\displaystyle a_{110}=a_{101}=a_{011}=c}
{\displaystyle a_{111}=d}
Ekkor Det(A) az {\displaystyle ax^{3}+3bx^{2}+3cx+d} diszkriminánsa.

## Más általánosítások
Általános esetben a hiperdetermináns definiálható, mint egy f multilineáris leképezés a Vi véges dimenziós vektorterekből az ő K alaptestükbe, ami lehet {\displaystyle \mathbb {R} } vagy {\displaystyle \mathbb {C} }.
{\displaystyle f:V_{1}\otimes V_{2}\otimes \cdots \otimes V_{r}\to K}
f azonosítható tenzorként a V*i duális terek tenzori szorzatában:
{\displaystyle f\in V_{1}^{*}\otimes V_{2}^{*}\otimes \cdots \otimes V_{r}^{*}}
Definíció szerint Det(f) polinom az f tenzor komponenseiben, ami akkor és csak akkor nulla, ha  f-nek van nem triviális pontja, ahol az összes vektor argumentumok szerint parciális deriváltja nulla. Ami azt jelenti, hogy ebben a pontban egy vektor argumentum sem nulla.
A Vi vektortereknek nem kell ugyanolyan dimenziójúaknak lenniük. A hiperdetermináns  (k1, ..., kr) ki > 0, alakú, ha a Vi terek dimenziója  ki + 1.
Megmutatható, hogy ha létezik az adott alakhoz hiperdetermináns, és skálázási faktor erejéig egyértelmű, akkor és csak akkor, ha az adott alakban a legnagyobb szám legfeljebb akkora, mint a többi szám összege az adott alakban.
Ez a definíció nem ad kiszámítási módot a hiperdeterminánsra, és többnyire ez nehéz feladat. Azok a hiperdeterminánsok, amikben  r ≥ 4, a termek számai rendszerint túl nagyok ahhoz, hogy teljesen kiírjuk a hiperdeterminánst. Magasabb r-re a polinom foka gyorsan nő, és nincs ismert, kényelmesen számítható képlet. 

### Példák
Az  r = 1 típusú alakok a vektorok hosszát jelentik, ahol k1 + 1. Ekkor  nincsenek további dimenziók, az üres összeg nulla, emiatt ekkor nincs hiperdetermináns.
Az  r = 2 esetben (k1 + 1)×(k2 + 1) méretű mátrixokról van szó. Itt a többi dimenzió a másik dimenziót jelenti. Egyik sem lehet kisebb a másiknál, így egyenlőeknek kell lenniük, a mátrix négyzetes. A négyzetes mátrixok hiperdeterminánsa m,egegyezik a hiperdeterminánssal. Diszkriminánsként alkalmazva, ha S négyzetes mátrix, és det(S) nulla, akkor vannak X és Y vektorok, hogy az SX = 0 és YS = 0
egyenleteknek van nem triviális X és Y megoldása.
Az r > 2 esetekben az alakokra vonatkozó egyenlőtlenséget több alak is kielégíti. Így például van 2×2×2-es hiperdetermináns  (1,1,1) alakkal, és 2×2×3 hiperdetermináns, aminek alakja (1, 1, 2). Ezzel szemben a  2×2x4-es alakú hiperdetermináns nem létezik, mert alakja  (1, 1, 3), és 3 > 1 +  1.

### Fokszám
Mivel a hiperdetermináns változóiban homogén, azért az alak függvényében jóldefiniált foka van, amit N(k1, ..., kr) jelöl. Speciális esetekre kifejezhető képlettel. Például a hiperdetermináns határformájú, ha a legnagyobb alakszám egyenlő a többi összegével, ekkor

{\displaystyle N(k_{2}+\cdots +k_{r},k_{2},\ldots ,k_{r})={\frac {(k_{2}+\cdots +k_{r}+1)!}{k_{2}!\cdots k_{r}!}}.}
A 2r dimenziós hiperdeterminánsok számára egy kényelmes generátorformula az Nr fokszámokra: 
{\displaystyle \sum _{r=0}^{\infty }N_{r}{\frac {z^{r}}{r!}}={\frac {e^{-2z}}{(1-z)^{2}}}.}
Speciálisan, r = 2,3,4,5,6 esetén a fokok rendre 2,4,24,128,880, és nagyon gyorsan nőnek.
További speciális számítások a hiperdetermináns fokára:
2 × m × m esetén N(1,m − 1,m − 1) = 2m(m − 1)
3 × m × m esetén N(2,m − 1,m − 1) = 3m(m − 1)2
4 × m × m esetén N(3,m − 1,m − 1) = (2/3)m(m − 1)(m − 2)(5m − 3)
Az általános eredmény ahiperdetermináns szorzatszabályt követi és a később következő általános szabályok azoknak a vektorterek dimenzióinak legkisebb közös többszöröse, ahol a lineáris leképezés hat, osztója a hiperdetermináns fokának:
lkkt(k1 + 1,...,kr + 1) | N(k1, ... , kr).

## Tulajdonságok
A hiperdeterminánsok a determináns több tulajdonságát is általánosítják.

### Multiplikatív tulajdonságok
A legismertebb tulajdonság az összeszorzódás, amit a Binet-Cauchy-formula fogalmaz meg. Ha A és B n × n-es mátrixok, akkor 
det(AB) = det(A) det(B)
Ezt viszonylag nehéz általánosítani, mivel a hipermátrixokra általánosított szorzás különböző méretű hipermátrixokat adhat. Kutatás tárgya, hogy melyek az összes esetek, amelyekre a szorzószabály általánosítható. A következő speciális esetek azonban teljesülnek.
Adott f(x1, ..., xr) multilineáris forma esetén az utolsó argumentumra alkalmazunk lineáris transzformációt, aminek n × n-es mátrixa B, yr = B xr. Ekkor kapunk egy ugyanilyen alakú multilineáris formát:
g(x1,...,xr)  = f(x1,...,yr)
Az így definiált szorzat a g = f.B szorzat. Ebben az esetben a hiperdetermináns definíciójának felhasználásával
det(f.B) = det(f) det(B)N/n
ahol n a hiperdetermináns foka.
További képleteket bizonyítottak a határformákra.

### Invariáns tulajdonságok
A determinánst nem tekintik algebrai invariánsnak, de amikor hiperdeterminánssá általánosítjuk, ez az invariancia feltűnőbb. Ha H hipermátrix, és S H-val összeszorozható mátrix, aminek determinánsa egy, akkor
det(H.S) = det(H)
Más szóval a hiperdetermináns algebrai invariáns az SL(n) hatására a hipermátrixon. A transzformáció hathat bármely vektortérre, ahol a multilineáris leképezés hat. Ez egy másik invariánst ad, és egy általánosabb eredményhez vezet.
Az {\displaystyle (k_{1},\ldots ,k_{r})} alakú hiperdetermináns invariáns az {\displaystyle SL(k_{1}+1)\otimes \cdots \otimes SL(k_{r}+1)}
csoport hatásaira.
Például egy n × n-es mátrix determinánsa SL(n)2-invariáns és a  2×2×2-es Cayley-hiperdetermináns SL(2)3-invariáns.
A determináns egy másik ismert tulajdonsága, hogy ha egy sor (vagy oszlop) skalárszorosát hozzáadjuk egy másik sorhoz(vagy oszlophoz), akkor a determináns  változatlan marad. Itt a sor és az oszlop nem keverhető, sor többszöröse sorhoz, oszlop többszöröse oszlophoz adható. Ez egy olyan mátrixszal végzett lineáris transzformáció, ahol a mátrixnak a csupa egyes főátlóján kívül csak egy nem nulla eleme van. Ez átvihető a hipermátrix párhuzamos szeleteire.
A hiperdetermináns nem az egyetlen algebrai polinomiális invariánsa annak a csoportnak, ami a hipermátrixokon hat. Például hiperdeterminánsok összeadásával és szorzásával újabb invariánsok kaphatók. Általában az invariánsok gyűrűt alkotnak, és a Hilbert-bázistétel miatt ez a gyűrű végesen generált. Más szavakkal, egy adott alakú hipermátrixhoz minden egész együtthatós algebrai polinomiális invariáns megkapható összeadással, kivonással és szorzással. Egy 2×2×2-es hipermátrix esetén minden ilyen invariáns megkapható egyedül a Cayley-hiperdeterminánsból, de ez más alakokra nem feltétlenül teljesül. Például egy 2×2×2×2 alakú hiperdetermináns második hiperdeterminánsa 24 fokú, de vannak alacsonyabb fokú invariánsok is. A gyűrű generálható négy, legfeljebb hatodfokú invariánssal.

## Története és alkalmazásai
Arthur Cayley 1845-ben írta le a második hiperdeterminánst, és meghatározta, hogyan számítható ki a 2×2×2-es alak esetén. Később azonban az összes algebrai invariánsra kiterjesztette a jelentést, ezt a fogalmaz pedig elhagyta a kvantika kedvéért, ami a polinomiális alakok általános elmélete. A következő 140 évben keveset foglalkoztak vele, és csak az 1980-as években fedezte fel újra Gel'fand, Kapranov és Zelevinsky, amikor az általánosított hipergeometrikus függvényeket vizsgálták. Ezután könyvet írtak, amiben a hiperdetermináns diszkriminánsként vezették be.
Az első Cayley-hiperdetermináns alapvetőbb, mivel a közönséges determináns általánosítása. Megjelenik az Alon-Tarsi-sejtésben.
A hiperdeterminánsok további alkalmazásai megtalálhatók az algebrai geometriában, a számelméletben, a kvantumszámítógépek elméletében és a húrelméletben.
Az algebrai geometriában a második hiperdetermináns az X-diszkrimináns speciális esete. Egy alapvető eredmény, hogy a hiperdeterminánsok Newton-politópjainak csúcsai és a kocka szimplexekre tagolásai megfeleltethetők egymásnak.
A kvantumszámítógépek elméletében a 2N alakú hipermátrixok invariánsait az N qubites egységekkel való foglalkozáskor használják.
A húrelméletben a hiperdetermináns elsőként felszínül a húrdualitásokkal és a fekete lyuk entrópiával kapcsolatban.

## Fordítás
Ez a szócikk részben vagy egészben  a   Hyperdeterminant című angol Wikipédia-szócikk fordításán alapul.  Az eredeti cikk szerkesztőit annak laptörténete sorolja fel. Ez a jelzés csupán a megfogalmazás eredetét és a szerzői jogokat jelzi, nem szolgál a cikkben szereplő információk forrásmegjelöléseként.